# Battaglia di Anghiari

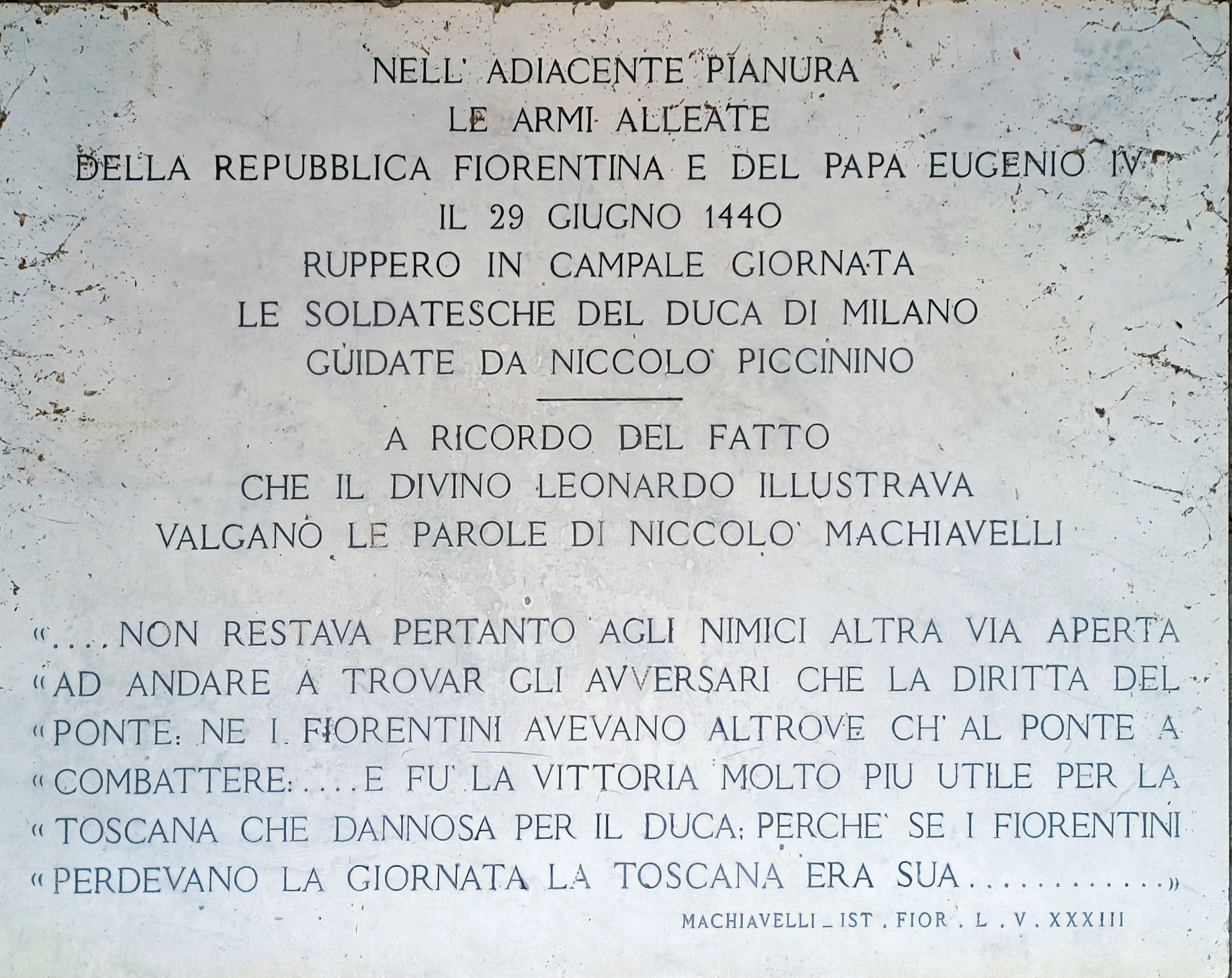
Anghiari, lapide a ricordo della battaglia.

La battaglia di Anghiari fu combattuta il 29 giugno 1440 tra le truppe milanesi dei Visconti ed una coalizione guidata dalla Repubblica di Firenze, comprendente Venezia e lo Stato Pontificio.

## Premesse e la battaglia
La battaglia di Anghiari fu uno scontro molto importante per gli equilibri politici dell'Italia quattrocentesca e va inserita nel più complesso quadro delle guerre di Lombardia. Infatti già da molti anni la penisola era scossa dagli scontri fra due coalizioni orbitanti attorno ai due stati più egemonici, cioè il ducato di Milano, retto dalla famiglia dei Visconti, e la Repubblica di Venezia. In questo contesto il comune di Firenze si era dapprima schierato con i viscontei per poi passare nel 1425 con la Serenissima, sia perché era entrato in contrasto con il ducato, divenuto troppo influente perfino nella politica interna fiorentina, sia per trovare maggior intesa con il Papato, obiettivo che fu portato del tutto a termine nel 1431 con la morte del pontefice antifiorentino Martino V e l'elezione di Eugenio IV, veneziano, più disponibile a nuove alleanze in funzione antiviscontea. Perciò, dopo numerosi altri scontri, nell'estate del 1440 le truppe ducali al comando del condottiero Niccolò Piccinino entrarono in Toscana e si scontrarono con quelle della coalizione (Firenze, Serenissima e stato Pontificio) fra il borgo di Anghiari e Sansepolcro.
L'esercito della coalizione concentratosi nei pressi del piccolo borgo di Anghiari comprendeva 4000 soldati del Papa, guidati dal cardinale Ludovico Trevisano, un pari contingente fiorentino, ed una compagnia di 300 cavalieri di Venezia, guidati da Micheletto Attendolo. Alle truppe si aggiunsero volontari di Anghiari.
Le forze milanesi, numericamente inferiori (9 000 contro 11 000), erano guidate da Niccolò Piccinino per conto del duca Filippo Maria Visconti e raggiunsero la zona nella notte del 28 giugno. A queste si unirono altri 2000 uomini della città di Sansepolcro. Confidando nell'elemento sorpresa e nelle capacità del proprio esercito, Piccinino ordinò un attacco per il pomeriggio del 29 giugno, ma la polvere sollevata dai milanesi sulla strada tra Sansepolcro e Anghiari allertò Attendolo, che si preparò alla battaglia.
I cavalieri veneziani bloccarono l'avanguardia milanese sull'unico ponte attraverso il canale che proteggeva il campo della coalizione. Attendolo e i veneziani tennero il ponte permettendo alla maggior parte dell'esercito della coalizione di prepararsi allo scontro, ma furono fatti retrocedere dai rinforzi dei milanesi guidati dai capitani Francesco Piccinino e Astorre II Manfredi. I milanesi avanzarono ma il loro fianco destro fu presto ingaggiato dalle truppe papali e costretto a retrocedere sul ponte. In seguito giunsero anche contingenti di balestrieri genovesi al servizio dei viscontei che però non riuscirono a rovesciare l'esito dello scontro. Infatti la battaglia proseguì per quattro ore, fino a quando una manovra di accerchiamento tagliò fuori un terzo delle truppe milanesi sul lato toscano del canale. I combattimenti proseguirono nella notte e terminarono con la vittoria della coalizione.
Lo scontro, descritto ironicamente da Machiavelli (che scrisse Ed in tanta rotta e in sì lunga zuffa che durò dalle venti alle ventiquattro ore, non vi morì che un uomo, il quale non di ferite ne d'altro virtuoso colpo, ma caduto da cavallo e calpesto spirò), deve la sua notorietà anche alla sua rappresentazione realizzata da Leonardo da Vinci a Palazzo Vecchio (Firenze). L'opera, in seguito, andò perduta, ma ne rimane testimonianza attraverso i lavori di Rubens e di Biagio di Antonio (della scuola di Paolo Uccello).
Analisi più precise del numero di perdite portarono lo storico britannico Michael Mallett ad ipotizzare in circa 900 i morti complessivi della battaglia.

## La battaglia di Anghiari dipinta da Leonardo
I due grandi geni del Rinascimento, Leonardo e Michelangelo, si trovarono ad un certo punto (era l'aprile del 1503) a doversi affrontare direttamente sul terreno della pittura, perché ricevettero entrambi dal gonfaloniere a vita di Firenze, Pier Soderini, l'incarico di affrescare due grandi pareti una accanto all'altra, nel salone del consiglio comunale a Palazzo Vecchio. Entrambi dovevano dipingere due vittorie fiorentine: Leonardo appunto quella di Anghiari, Michelangelo quella di Càscina. La parete di sinistra era quella riservata a Michelangelo, quella di destra invece a Leonardo; i due dipinti dovevano essere alti 7 metri e larghi 17. Michelangelo della sua Battaglia di Cascina realizzò solo il cartone poi andato perduto, ma una copia dello stesso realizzata dal suo discepolo Aristotele da Sangallo è giunta fino a noi.

## Nella cultura di massa
La battaglia di Anghiari avviene nel romanzo Una dinastia al potere, scritto dall'autore padovano Matteo Strukul nel 2016.